# Monocoryne antarctica
Monocoryne antarctica is een hydroïdpoliep uit de familie Candelabridae. Monocoryne antarctica werd in 2017 voor het eerst wetenschappelijk beschreven door Cantero. 